# Artur Różański
Artur Różański (ur. 1 kwietnia 1976 w Środzie Wielkopolskiej) – polski archeolog, doktor habilitowany nauk humanistycznych, profesor Uniwersytetu Adama Mickiewicza.

## Życiorys
Specjalizuje się w archeologii historycznej, archeologii pradziejowej, archeologii średniowiecza oraz historii architektury. Profesor uczelniany na Wydziale Archeologii Uniwersytetu im. Adama Mickiewicza w Poznaniu.
Stopień doktorski uzyskał w 2008 na podstawie pracy pt. Jednoprzestrzenne kościoły romańskie na terenie Wielkopolski (promotorem była Hanna Kóčka-Krenz). Habilitował się w 2019 na podstawie oceny dorobku naukowego i cyklu publikacji pt. Zamki Niżu Polskiego.

## Wybrane badania archeologiczne
- zamek w Wyszogrodzie
- zamek w Sierpcu
- zamek w Gołańczy
- zamek w Kole
- zamek w Poznaniu

## Wybrane publikacje
- Góra Zamkowa w Wyszogrodzie, Mazowiecki ośrodek władzy na przestrzeni dziejów (współautorstwo z Tomaszem Olszackim), Poznań 2018, ISBN 978-83-7654-383-3
- Wpływy czeskie w architekturze polskiej w okresie wczesnego średniowiecza – wybrane problemy, 2012
- Czeskie i morawskie wzorce architektoniczne na terenie ziem polskich we wczesnym średniowieczu. Fakty i mity, [w:] Archaeologia Historica Polona 21, 2014
- Badania terenowe zamków z obszaru Wielkopolski i Polski Centralnej w XXI wieku, [w:] Gemma Gemmarum. Studia dedykowane Profesor Hannie Kóćce-Krenz, Poznań 2017, s. 995-1048.
- Jednoprzestrzenne kościoły romańskie z terenu Wielkopolski, 2018
- Castrum et curia. Studia nad rozwojem prywatnych siedzib obronnych oraz ich zapleczy od średniowiecza do nowożytności na przykładzie włości rodu Pałuków i ich następców, [w:] Archaeologia Historica Polona 26, 2019